# السبحة العليا

تعديل مصدري - تعديل

السبحة العليا هي إحدى حارات حي يريم بمدينة يريم أحد مدن محافظة إب، بلغ تعداد سكانها 501 نسمة حسب تعداد اليمن لعام 2004.